# Saint-Laurent-de-Veyrès
Saint-Laurent-de-Veyrès (okcitán nyelven Sant Laurenç de Veyrès) község Franciaország déli részén, Lozère megyében. 2011-ben 42 lakosa volt, ezzel a megye legkisebb népességű települése.

## Fekvése
Saint-Laurent-de-Veyrès az Aubrac-hegység bazaltfennsíkjának és a Margeride gránithegységének a határán fekszik, 1150 méteres  (a községterület 1030-1271 méteres) tengerszint feletti magasságban, a Fount Frejio-patak völgyében. A község három részből áll: Saint-Laurent, Veyrès és Breschet.
Északról Noalhac, nyugatról Chauchailles és Brion, délről és keletről La Fage-Montivernoux községek határolják. Közlekedési szempontból zsákfalunak számít, 2,5 km hosszú bekötőút köti össze a D53-as megyei úttal, mely Fournels és La Fage-Montivernoux (6–6 km)
felé teremt összeköttetést.

## Története
A falu helyi beceneve (la parouchito - kis parókia) arra utal, hogy sokáig nem volt önálló egyházközség (1826-ban vált külön egyházilag La Fage-Montivernoux-tól).
A történelmi Gévaudan tartományban fekvő falu lakossága az utóbbi két évszázadban az elvándorlás következtében 1/4-ére csökkent.

### Demográfia
| Év   | Lakosság |
| ---- | -------- |
| 1793 | 178      |
| 1851 | 179      |
| 1876 | 187      |
| 1901 | 151      |
| 1936 | 116      |

| Év   | Lakosság |
| ---- | -------- |
| 1946 | 86       |
| 1954 | 77       |
| 1962 | 59       |
| 1968 | 57       |

| Év   | Lakosság |
| ---- | -------- |
| 1975 | 55       |
| 1982 | 70       |
| 1990 | 34       |
| 1999 | 37       |
| 2010 | 43       |

## Nevezetességei
- Temploma a 12-13. században épült román stílusban.
- A község hagyományos foglalkozási ága a méhészet, mellyel a látogatók a Méz házában (Maison du Miel) ismerkedhetnek meg.

## Kapcsolódó szócikk
- Lozère megye községei